# Zona G
La Zona G está ubicada en un sector al norte de Bogotá, Colombia comprendida entre las Carreras 4 y novena y las calles 64 a 72, Abarcando los barrios Emaús y Granada. Acerca de su nombre existen varias versiones. La primera hace referencia a la forma en que fueron ubicados los primeros restaurantes y la segunda y más aceptada es debido a que todos los restaurantes ubicados en esta zona tienen un excelente toque Gourmet.
Esta zona es una de las más visitadas por turistas y locales para deleitar sus paladares con las excelentes cartas que sus restaurantes brindan y por la gran variedad gastronómica que la zona ofrece, además de esto en sus alrededores hay excelentes hoteles donde los turistas pueden hospedarse.
Dentro de la fantástica diversidad en los restaurantes se pueden encontrar en ellos especialistas en: brunch, cafés, carnes, crepes, desayunos, ensaladas, hamburguesas, helados, parrilla, sánduches, postres, pizza, comida de mar; y en cocinas: china, española, estadounidense, francesa, fusión, internacional, italiana y peruana.